# Primera batalla de Tamão
La batalla de Tamão o batalla de Tunmen fue un enfrentamiento entre naves del imperio portugués y una flota costera china, sucedido en 1521 en las cercanías de Tunmen o Tamão, en el moderno Hong Kong.

## Trasfondo
Las relaciones entre la dinastía Ming y los mercaderes portugueses, iniciadas en 1513 de mano de Jorge Álvares, se habían recrudecido en 1519 a causa de los tratos ilegales de Simão de Andrade y otros agitadores. A ello se sumaba que la toma de Malaca varios años antes por parte del imperio portugués no había llegado a ser nunca digerida por la corte china, que no veía con buenos ojos que uno de sus sultantes tributarios hubiera sido depuesto, ni siquiera aunque la propia comunidad china de Malaca hubiese asistido a los portugueses. En mayo de 1520, una flota portuguesa capitaneada por Diogo Calvo llegó a las costas de Cantón llevando consigo una embajada oficial con la que pudieran esclarecerse los incidentes. Estaba compuesta por la carabela Madalena, reparada de una vía de agua que le había impedido partir originalmente con las naves de Andrade el año anterior, además de un junco perteneciente al mismo Jorge Álvares y algunas otras embarcaciones menores.
Mientras la flota permanecía en el puerto de Tamão para comerciar, la embajada se dirigió a Nankín, pero el antagonismo de la corte impidió la reconciliación. Cuando el emperador Zhengde falleció en abril del año próximo, el secretario general Yang Tinghe dio órdenes a los portugueses para que abandonaran el país, mandato que fue pésimamente recibido por los implicados en el comercio. Ante la negativa de Diogo Calvo de marcharse hasta que hubieran terminado su oficio, su hermano Vasco Calvo y otros mercaderes fueron arrestados en Cantón, y dos juncos mercantes de Siam y Patani con algunos portugueses a bordo se vieron agraviados también. Los almirantes chinos allegaron entonces una gran flota de juncos de guerra y cerraron el paso a Diogo y los restantes lusos, que ya sólo disponían de la Madalena y cinco navíos más para enfrentarse a la amenaza.
En junio, Duarte Coelho, explorador y amigo de Álvares, arribó con dos juncos procedentes de Malaca y, al ver la situación, concluyó en que lo mejor sería ciertamente escapar lo antes posible. La marcha no pudo hacerse con premura, ya que las embarcaciones no estaban preparadas, y Álvares, que se hallaba enfermo, murió antes de poder terminarse los preparativos. Para mayor detrimento de los lusos, dos días más tarde se hizo conocido que el haidao o capitán general de la costa china, Wang Hong, llegaba con otra flota de refuerzo para unirse a la ya existente y castigarles por haber desobedecido las órdenes imperiales. Coelho trató de negociar con Hong, pero fue inútil, por lo que las armadas se prepararon para el combate.

## Batalla
Al hallarse en el puerto los buques mportugueses, Wang Hong desplegó su flota y avanzó hacia ellos. Frente a la cincuentena de juncos que componían la armada china, los lusos contaban sólo con cinco embarcaciones contando las de Coelho, pero sus cañones eran muy superiores a los asiáticos, y una serie de andanadas rompieron el avance chino y obligaron a Hong a retroceder con grandes bajas. La situación se alargó durante semanas, con los chinos dilucidando cuál sería su mejor curso de acción.
Cuarenta días después del inicio de las hostilidades, Ambrósio do Rego llegó a la zona con su navío privado y otro junco de Malaca, pero esto sólo sirvió para reanudar el ardor chino. Esta vez, Hong envió brulotes para incendiar la flotilla mercante, y esta estrategia tuvo más éxito que las anteriores, causando graves daños y bajas. Los portugueses se dieron cuenta de que era el momento de atravesar el bloqueo o perecer, por lo que abandonaron toda embarcación que no tuvieran tripulación para defender, quedándose sólo con los navíos de Calvo, Coelho y Do Rego, y emprendieron combate frontal, aun sabiendo que no podían arriesgarse a embestir las naves chinas porque cualquier desperfecto en el casco de las suyas podría ser fatal en el viaje de vuelta a Malaca. La flotilla sufrió daños ante la superioridad numérica enemiga, y algunas de sus naves se incendiaron.
Poco después, sin embargo, separó las flotas un temporal que los portugueses atribuyeron a la intercesión de la Virgen María, dispersando a los numerosos chinos e incluso hundiendo algunas de sus naves, tras lo que los tres buques portugueses lograron huir. Sumando los arrestos, las bajas en combate y las capturas, contaban con grandes bajas, entre ellas las tripulaciones de los siameses, que fueron masacradas, aunque los supervivientes consiguieron llegar a Malaca en octubre.

## Posterioridad
Varios juncos con portugueses a bordo, que no estaban al tanto del incidente, atracaron en China poco después, por lo que fueron atacados y capturados. De los propio tripulantes de Calvo que habían sido capturados en tierra, sólo salvaron la vida Vasco Calvo, siete otros ibéricos y cuatro malayos, ya que el primero logró convencer a sus captores de que eran parte de la embajada del diplomático Tomé Pires, que iba y venía del imperio portugués a China. Del resto, muchos murieron de hambre, otros fueron humillados por las calles y estrangulados, y otros muertos a mazazos.
El propio Pires, igualmente ignorante de los hechos, llegó a puerto chino poco después. Las autoridades locales chinas le tomaron y trataron de que escribiera a sus superiores una demanda de entregar Malaca a China, y al negarse, confiscaron los bienes que traía para el emperador y le mantuvieron en prisión y bajo tortura; nunca regresaría a Portugal, como tampoco lo hizo Vasco Calvo, muriendo ambos en prisión en 1524 y 1537 respectivamente (aunque otros afirman que fueron liberados de su presidio, aunque no se les permitiera salir de China, y que vivieron hasta la década de 1540).
Las noticias de la batalla llegaron más tardes a oídos de Malaca, de donde llegaría providencialmente otra embajada portuguesa con Duarte Coelho que fue causa de la segunda batalla de Tamao.